# Seznam palestinskih pesnikov
Seznam palestinskih pesnikov.

## A
- Ajman Alabadi - Hanan Awwad

## B
- Mourid Barghouti

## D
- Mahmud Derviš -

## K
- Nidaa Khoury -

## M
- Zakarea Mohammad -